# Troll (musikalbum av Troll)
Troll är ett musikalbum från 1989 av det svenska popbandet Troll.

## Låtlista
1. Jimmy Dean – 3:59
2. Never Been In Love Before – 4:11
3. Running –	2:38
4. What's Going On –	3:51
5. On A Kangaroo – 2:46
6. It's Serious – 4:10
7. Going To Bermudas – 3:46
8. It's A Miracle – 4:09
9. Calling On Your Heart – 3:38
10. If You Love Him	– 3:51
11. Jimmy Dean (Extended Version) – 6:55